# 小行星3061
小行星3061（3061 Cook）是一颗绕太阳运转的小行星，为主小行星带小行星。该小行星于1982年10月21日发现。
該小行星以英国航海家詹姆斯·库克命名。

## 轨道参数
小行星3061的轨道半长轴为3.0853798 UA，离心率为0.197。